# Флавий Лупицин
Флавий Лупицин (на латински: Flavius Lupicinus) е политик и военен на Римската империя през 4 век.
През 359 г. Лупицин е номиниран от император Юлиан Апостат за magister equitum на Галия. През 360 г. той завежда помощни войски от Bononia в Rutupiae (Richborough) в Британия, за да се бият против нахлулите скоти и пикти.
През 364 – 367 г. Лупицин става при император Йовиан magister equitum на Изтока (Oriente).
Император Валент (364 – 378) го прави през 367 г. консул заедно с Флавий Иовин.
През 376 г. Лупицин е comes rei militari на Валент и се бие на Дунав с готите и хуните. Той е в главната си квартира в Марцианопол в Мизия, участва в Готската война (376 – 382), в боевете с Фритигерн и вероятно в битката при Адрианопол на 9 август 378 г. 